# Postmünster
Postmünster település Németországban, azon belül Bajorországban. Lakosainak száma 2460 fő (2023. december 31.). Postmünster Tann, Hebertsfelden, Schönau, Dietersburg, Pfarrkirchen, Triftern és Schalldorf községekkel határos.

## Népesség
A település népessége az elmúlt években az alábbi módon változott:
| Lakosok száma | 315  | 328  | 670  | 2394 | 2240 | 2286 | 2288 | 2313 | 2363 | 2460 |
|               | 1871 | 1900 | 1950 | 1970 | 1987 | 2013 | 2015 | 2017 | 2021 | 2023 |